# 여고 졸업반
여고 졸업반은 1975년 공개된 대한민국의 하이틴 영화이다.

## 배역
- 이정길
- 임예진
- 김재훈
- 태현실
- 허장강
- 장제훈
- 박원숙
- 김애순
- 김미경
- 이덕화
- 전영록
- 강주희
- 김재훈
- 강남길

## 줄거리
순수한 한 여고생의 여고시절하고 풋풋한 첫사랑을 그린 문예드라마이자 하이틴 영화다.
고등학교 2학년 유시내(임예진 분)는 흰샘 고등학교로 전학한다. 현기목이라는 담임선생님과 훈이라는 친구, 그리고 친절한 다른 친구들의 관심 속에 그녀는 그렇게 새 고등학교에서 적응을 시작한다.
그러던 어느 날, 어머니의 생일을 앞둔 시내는 아픈 어머니에게 가발을 선물할 계획을 세운다. 시내는 학교 교칙을 어기고, 머리를 기르기로 한 것이다. 그러나 몰래 머리를 기르던 시내는 사복을 입고 거리를 걷던 중, 학생 지도부 선생님에게 걸려 머리를 잘리게 된다.
학생 지도부 선생님의 주장으로 시내는 정학 위기에 처하지만, 자상한 현기목 선생과 아이들의 탄원으로 다행히 그녀는 정학위기를 모면한다. 이 일을 계기로 시내는 자신을 위해 애써준 담임선생님을 짝사랑하게 된다.
시간이 흘러 겨울 방학을 맞이한 시내는 대관령에서 방학을 보내지만, 담임선생님을 보고 싶은 마음에 서울로 돌아온다. 그리고 서울에서 곧 다가올 담임선생님 생일 축하 계획을 친구들과 세운다. 그러나 약속시간이 되어도 오지 않는 선생님을 찾아 거리를 배회하던 시내는 교통사고를 당하고, 혼수상태에 빠진다. 그녀는 시간이 흘러 의식을 찾고, 희미하게 눈을 뜬 그녀의 시야에 훈을 비롯한 친구들이 눈물을 글썽이는 모습이 보인다.
영화 <여고졸업반은> 구혜영 원작의 소설 <불타는 신록>을 영화화한 작품으로, 제14회 대종상 영화제에서 임예진이 특별상을 받았다.